# Vite-vite-do-tepui
Hylophilus sclateri é uma espécie de ave da família Vireonidae.
Pode ser encontrada nos seguintes países: Brasil, Guiana e Venezuela.
Os seus habitats naturais são: regiões subtropicais ou tropicais húmidas de alta altitude.